# Ickworth House
Ickworth House est une maison de campagne près de Bury St Edmunds, Suffolk, Angleterre. C'est un bâtiment néoclassique situé dans un parc. La maison est la résidence du marquis de Bristol avant d'être vendue au National Trust en 1998.

## Histoire
La maison, construite entre 1795 et 1829, est autrefois l'habitation principale d'un domaine appartenant à la famille Hervey, plus tard marquis de Bristol, depuis 1467. Le bâtiment est la création de Frederick Hervey (4e comte de Bristol) et évêque de Derry (connu sous le nom de comte-évêque), qui charge l'architecte italien Antonio Asprucci de lui concevoir une villa classique dans la campagne du Suffolk. À l'origine, elle est conçue comme une galerie d'art, mais la collection du comte est saisie par Napoléon . Le comte meurt en 1803, laissant l'achèvement de la maison à son successeur.
En 1956, la maison, le parc et une importante dotation sont donnés au National Trust en lieu et place des droits de succession. Dans le cadre de l'accord de transfert, un bail de 99 ans sur l'aile est de 60 pièces est accordé au marquis de Bristol. Cependant, en 1998, le 7e marquis de Bristol vend le bail restant sur l'aile est au National Trust. Il est remplacé par son demi-frère Frederick Hervey (8e marquis de Bristol) (né le 19 octobre 1979). Le National Trust refuse de revendre la durée restante du bail au 8e marquis, contrevenant ainsi à la lettre de vœux qui stipule que le chef de famille doit toujours se voir offrir le logement qu'il choisit à Ickworth.
L'aile est, autrefois dévolue à la famille, est maintenant gérée sous le nom de The Ickworth Hotel sur un bail du National Trust. Les appartements, également loués au Trust, sont situés dans la Dower House sur le terrain .
L'aile ouest d'Ickworth House est restée inachevée jusqu'en 2006, lorsqu'un partenariat entre le National Trust et Sodexo conduit à sa rénovation et à son ouverture en tant que centre de conférences et d'événements.

## Architecture

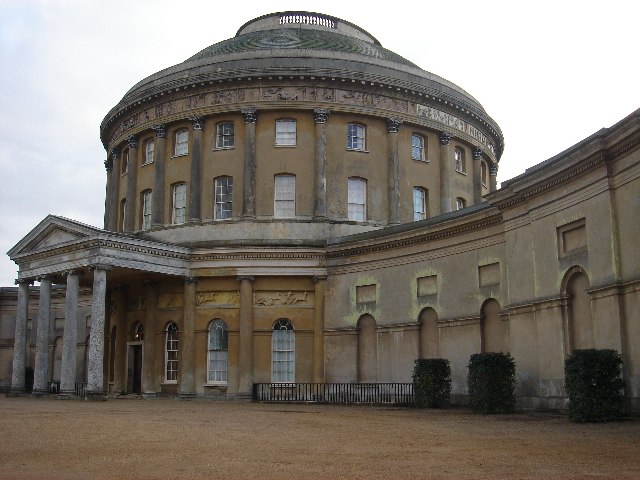
La façade d'entrée et le portique ionique (9 sur plan).

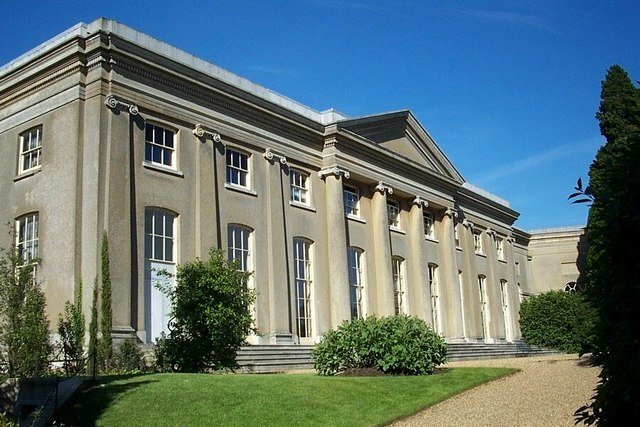
L'aile ouest; son intérieur est resté inachevé jusqu'en 2006

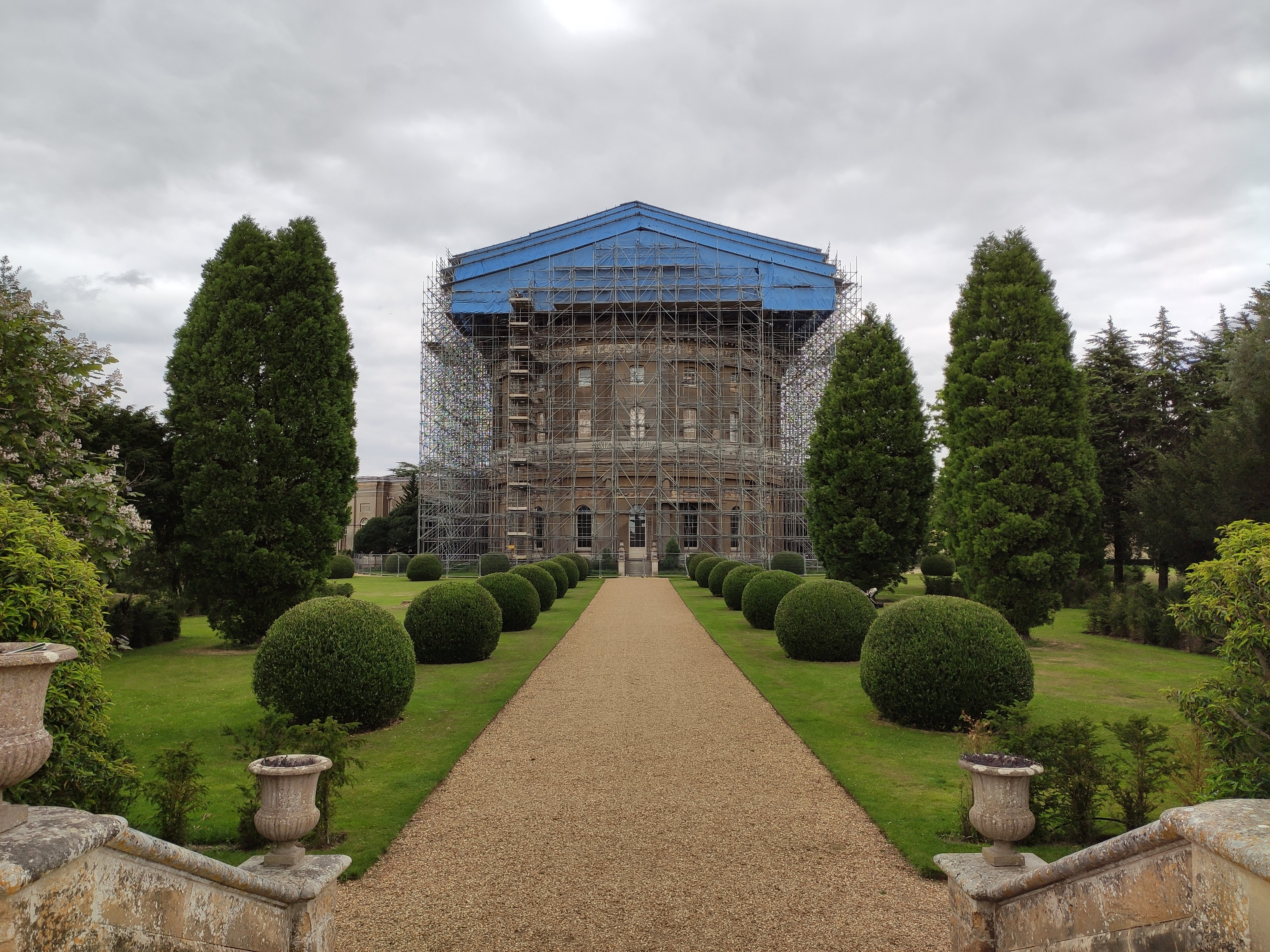
La rénovation de la Rotonde, qui a débuté en 2019

En tant que l'une des maisons les plus inhabituelles d'Angleterre, Ickworth est décrite de manière peu flatteuse comme ressemblant à "une masse énorme, nouvellement arrivée d'une autre planète" et comme "une folie envahie". Elle est aujourd'hui en cours de réévaluation architecturale et reconnue comme le seul bâtiment en Angleterre comparable aux œuvres monumentales de Boullée et Ledoux .
Le concept de design est basé sur les dessins de l'architecte italien Antonio Asprucci, surtout connu pour son travail à la Villa Borghese, que l'évêque-comte a vu. Les plans d'Asprucci sont adaptés et les travaux de construction supervisés par les architectes anglais Francis Sandys et son frère Joseph Sandys.
Les façades sont en briques recouvertes de stuc ; sous un toit d'ardoise et de plomb. La rotonde centrale est 105 pi de haut avec un toit en forme de dôme et balustrade. L'entrée du bâtiment se fait par le portique à fronton ionique de l'entrée centrale.
La rotonde est ornée de pilastres, qui à l'étage inférieur sont ioniques et corinthiens au-dessus. Le rez-de-chaussée et le premier étage ainsi que le troisième étage et le parapet à balustres sont divisés en frises en bas-relief.
La rotonde est flanquée d'ailes étroites segmentaires à un étage (apparaissant comme une arcade aveugle) reliant, à la manière palladienne, à deux pavillons terminaux; ces ailes segmentaires sont brisées en leur centre par des baies en saillie qui abritent le fumoir et la salle pompéienne, tous deux ajoutés plus tard au XIXe siècle.
Contrairement à la conception d'un véritable édifice palladien, les pavillons de terminaison, plutôt que de petits appendices d'équilibrage, sont en fait de grandes ailes, complémentaires en poids de la rotonde qui devient leur corps de logis. L'aile est, un petit manoir en soi, est conçue pour être le logement quotidien de la famille (qu'elle est restée jusqu'en 1998), permettant ainsi aux pièces plus formelles de la rotonde d'être réservées au divertissement et à la réception. L'aile ouest, destinée à servir d'orangerie, de galerie de sculptures et de salles de service, est restée une coquille inachevée jusqu'au début du XXIe siècle. Pendant une grande partie du temps, elle est utilisée comme stockage agricole.

## Contenu
La maison possède des peintures de Velázquez, Titien, Poussin et Claude Lorrain, ainsi qu'une série inégalée de portraits de famille du XVIIIe siècle d'artistes tels que Gainsborough, Reynolds, Vigee-Lebrun, Batoni, Angelica Kauffman, Ramsay, van Loo et Hogart. En outre, elle possède sans doute les meilleures collections de Grande-Bretagne d'argent fin géorgien. La maison contient également de très bons exemples de meubles et de porcelaines Regency. De plus, Geraldine Hervey, marquise de Bristol, avait l'habitude de collectionner des éventails richement décorés, qui sont maintenant exposés à la maison.

## Église d'Ickworth
La plupart des membres de la famille Hervey, de Thomas Hervey (décédé en 1467) au 7e marquis de Bristol (décédé en 1999), sont enterrés à l'église Ickworth, située dans le parc, à quelques pas de la maison. L'église est normande avec quelques ajouts ultérieurs et possède une peinture murale du XVe siècle représentant l'Ange de l'Annonciation, un bénitier du XVe siècle et des cocardes de verre flamand dès le XIVe siècle, ainsi que de nombreuses réalisations en marbre de différentes membres de la famille Hervey au cours des siècles. Il reste entre les mains de la famille Hervey et a récemment subi des réparations pour le rendre sûr avec l'aide d'une subvention d'English Heritage.

## Sources
- Marcus Scriven, Splendour and Squalor: The Disgrace and Disintegration of Three Aristocratic Dynasties, Atlantic Books, 2009 (ISBN 978-1843541240, lire en ligne)
- Gervase Jackson-Stops, The Country House in Perspective, Pavilion Books Ltd., 1990 (ISBN 0-8021-1228-5)